# SOX18
SOX18 (англ. SRY-box 18) – білок, який кодується однойменним геном, розташованим у людей на короткому плечі 20-ї хромосоми. Довжина поліпептидного ланцюга білка становить 384 амінокислот, а молекулярна маса — 40 891.
| 10         |  | 20         |  | 30         |  | 40         |  | 50         |
| ---------- |  | ---------- |  | ---------- |  | ---------- |  | ---------- |
| MQRSPPGYGA |  | QDDPPARRDC |  | AWAPGHGAAA |  | DTRGLAAGPA |  | ALAAPAAPAS |
| PPSPQRSPPR |  | SPEPGRYGLS |  | PAGRGERQAA |  | DESRIRRPMN |  | AFMVWAKDER |
| KRLAQQNPDL |  | HNAVLSKMLG |  | KAWKELNAAE |  | KRPFVEEAER |  | LRVQHLRDHP |
| NYKYRPRRKK |  | QARKARRLEP |  | GLLLPGLAPP |  | QPPPEPFPAA |  | SGSARAFREL |
| PPLGAEFDGL |  | GLPTPERSPL |  | DGLEPGEAAF |  | FPPPAAPEDC |  | ALRPFRAPYA |
| PTELSRDPGG |  | CYGAPLAEAL |  | RTAPPAAPLA |  | GLYYGTLGTP |  | GPYPGPLSPP |
| PEAPPLESAE |  | PLGPAADLWA |  | DVDLTEFDQY |  | LNCSRTRPDA |  | PGLPYHVALA |
| KLGPRAMSCP |  | EESSLISALS |  | DASSAVYYSA |  | CISG       |  |            |

A: Аланін

C: Цистеїн

D: Аспарагінова кислота

E: Глутамінова кислота

F: Фенілаланін

G: Гліцин

H: Гістидин

I: Ізолейцин

K: Лізин

L: Лейцин

M: Метіонін

N: Аспарагін

P: Пролін

Q: Глутамін

R: Аргінін

S: Серин

T: Треонін

V: Валін

W: Триптофан

Кодований геном білок за функціями належить до активаторів, фосфопротеїнів. 
Задіяний у таких біологічних процесах, як транскрипція, регуляція транскрипції. 
Білок має сайт для зв'язування з ДНК. 
Локалізований у ядрі.